# Kopassus
Les Komando Pasukan Khusus (« commandement des troupes spéciales ») ou Kopassus sont les forces spéciales de l'armée de terre indonésienne, comparables au SWAT américain. L'unité fut fondée le 16 avril 1952 et a participé à plusieurs opérations militaires clés en Indonésie notamment durant la confrontation indonésio-malaisienne de 1962 à 1966. Le premier commandant de l'unité était le major (commandant) Idjon Djanbi, un ancien membre néerlandais des troupes spéciales de la KNIL qui avait pris la nationalité indonésienne. Depuis le 8 avril 2020 le commandant est le major général (général de division) Iwan Setiawan. 

## Violences et non-respect des droits de l'Homme

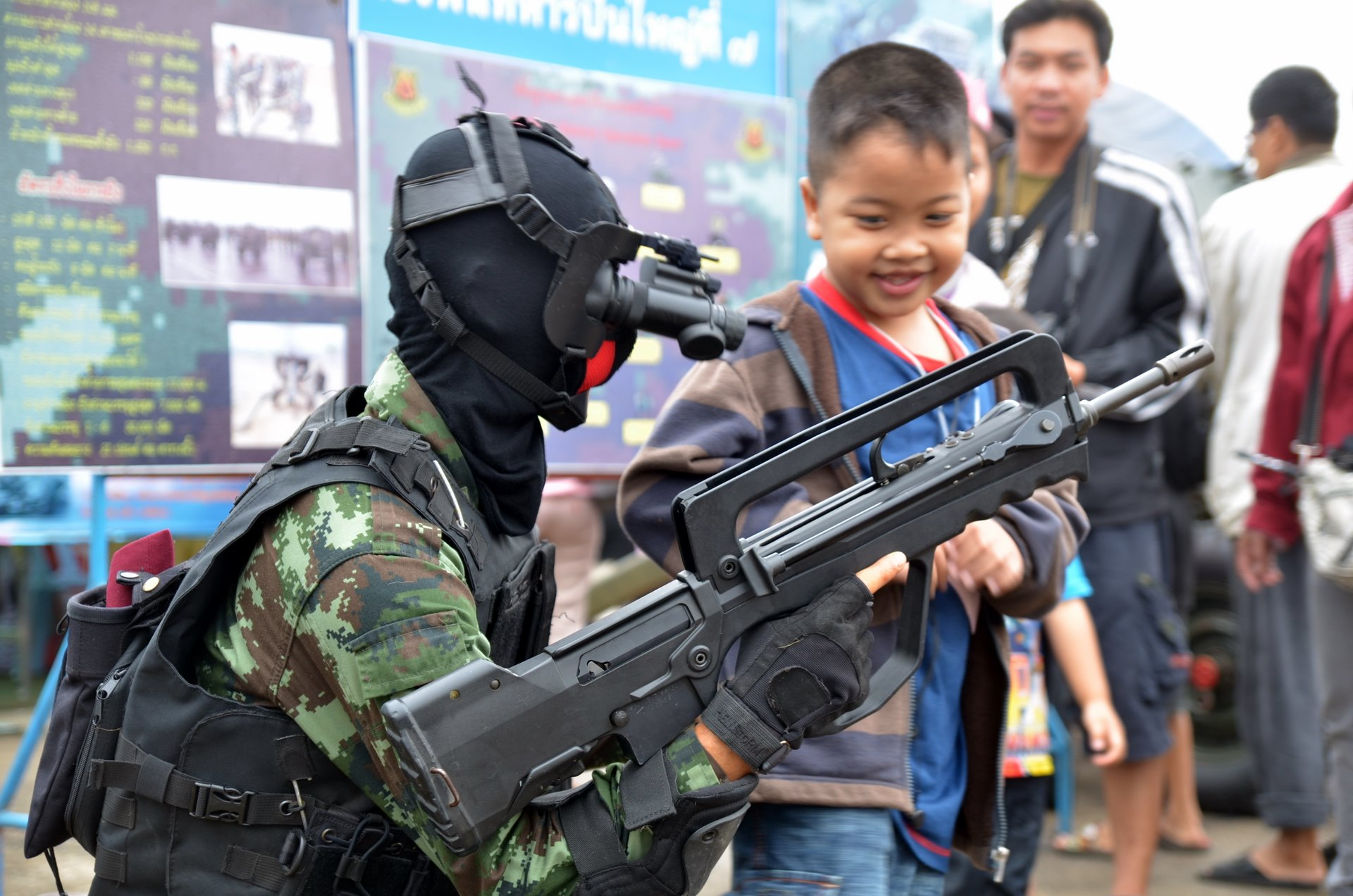
Opérateur de KOPASSUS avec un FAMAS G2 lors d'une présentation au public.

Le Kopassus a été accusé de nombreuses violations des droits de l'homme. Amnesty International et l'organisation indonésienne Komnasham (commission nationale des droits de l'homme) ont cité de nombreux abus commis par des membres du Kopassus.
Quatre membres du Kopassus ont été condamnés pour le meurtre par strangulation de Theys Eluay, ancien président du Conseil du présidium papou. Ils avaient reconnu ce meurtre après avoir tendu une embuscade à Eluay. Deux d'entre eux ont été condamnés à une peine de trois années et demie de prison, et les deux autres à trois ans. Les principaux membres du commando venaient tous du Groupe 5 de Jakarta
Des témoignages citent également l'implication de membres du Kopassus dans les émeutes de Jakarta de mai 1998 et les viols et meurtres de femmes chinoises durant ces violences.

## Membres notables
Prabowo Subianto, candidat à l'élection présidentielle indonésienne de 2014,.